# Notopoma harfoota
Notopoma harfoota är en kräftdjursart som först beskrevs av Lowry 1981.  Notopoma harfoota ingår i släktet Notopoma och familjen Ischyroceridae. Inga underarter finns listade i Catalogue of Life.